# Henning Matriciani
Henning Matriciani (Lippstadt, 14 marzo 2000) è un calciatore tedesco, difensore del Waldhof Mannheim in prestito dallo Schalke 04.

## Carriera
Dal cognome di origini italiane, è cresciuto nei settori giovanili di Arminia Bielefeld e Lippstadt 08, nel 2020 si trasferisce allo Schalke 04 II; il 15 maggio 2021 esordisce con il club di Gelsenkirchen, nella partita di Bundesliga vinta per 4-3 contro l'Eintracht Francoforte. Il 28 settembre seguente firma un contratto professionistico con lo Schalke, di durata triennale, venendo così inserito nella rosa della prima squadra.

## Statistiche

### Presenze e reti nei club
Statistiche aggiornate al 19 maggio 2024 .
| Stagione          | Squadra           | Campionato        | Campionato | Campionato | Coppe nazionali | Coppe nazionali | Coppe nazionali | Coppe continentali | Coppe continentali | Coppe continentali | Altre coppe | Altre coppe | Altre coppe | Totale | Totale |
| Stagione          | Squadra           | Comp              | Pres       | Reti       | Comp            | Pres            | Reti            | Comp               | Pres               | Reti               | Comp        | Pres        | Reti        | Pres   | Reti   |
| ----------------- | ----------------- | ----------------- | ---------- | ---------- | --------------- | --------------- | --------------- | ------------------ | ------------------ | ------------------ | ----------- | ----------- | ----------- | ------ | ------ |
| 2018-2019         | Lippstadt 08      | RL                | 2          | 0          | -               | -               | -               | -                  | -                  | -                  | -           | -           | -           | 2      | 0      |
| 2019-2020         | Lippstadt 08      | RL                | 15         | 0          | -               | -               | -               | -                  | -                  | -                  | -           | -           | -           | 15     | 0      |
| Totale Lippstadt  | Totale Lippstadt  | Totale Lippstadt  | 17         | 0          |                 | -               | -               |                    | -                  | -                  |             | -           | -           | 17     | 0      |
| 2020-2021         | Schalke 04 II     | RL                | 30         | 0          | -               | -               | -               | -                  | -                  | -                  | -           | -           | -           | 30     | 0      |
| 2021-2022         | Schalke 04 II     | RL                | 7          | 0          | -               | -               | -               | -                  | -                  | -                  | -           | -           | -           | 7      | 0      |
| ago. 2022         | Schalke 04 II     | RL                | 1          | 0          | -               | -               | -               | -                  | -                  | -                  | -           | -           | -           | 1      | 0      |
| Totale Schalke II | Totale Schalke II | Totale Schalke II | 38         | 0          |                 | -               | -               |                    | -                  | -                  |             | -           | -           | 38     | 0      |
| mag. 2021         | Schalke 04        | BL                | 1          | 0          | CG              | -               | -               | -                  | -                  | -                  | -           | -           | -           | 1      | 0      |
| 2021-2022         | Schalke 04        | ZL                | 12         | 0          | CG              | 0               | 0               | -                  | -                  | -                  | -           | -           | -           | 12     | 0      |
| 2022-2023         | Schalke 04        | BL                | 22         | 0          | CG              | 1               | 0               | -                  | -                  | -                  | -           | -           | -           | 22     | 0      |
| 2023-2024         | Schalke 04        | ZL                | 25         | 0          | CG              | 2               | 0               | -                  | -                  | -                  | -           | -           | -           | 27     | 0      |
| Totale Schalke    | Totale Schalke    | Totale Schalke    | 60         | 0          |                 | 3               | 0               |                    | -                  | -                  |             | -           | -           | 63     | 0      |
| Totale carriera   | Totale carriera   | Totale carriera   | 115        | 0          |                 | 3               | 0               |                    | -                  | -                  |             | -           | -           | 118    | 0      |

## Palmarès

### Club

#### Competizioni nazionali
- Campionato tedesco di seconda divisione: 1

Schalke 04: 2021-2022